# Центр науки «Коперник»
Центр науки «Коперник» является музеем науки, который расположен на берегу реки Вислы в Варшаве, Польша. В научном центре находится более 450 интерактивных экспонатов, с помощью которых посетители сами проводят эксперименты. Центр является крупнейшим учреждением в области научных экспериментов в Польше и одним из самых передовых в Европе. Рядом с Центром науки «Коперник» расположена одноимённая станция метро, метро связывает Центр с другими частями города.
25 сентября 2012 года Центр отметил посещение двухмиллионного посетителя. Здание Центра было открыто 5 ноября 2010 года и имело пять галерей (Hа ходу, Человек и окружающая среда, Корни цивилизации, LightZone, Bzzz!). Экспонат для подростков — 'RE: поколение' был открыт 3 марта 2011, планетарий «Небо Коперника» — 19 июня, парк — 15 июля, химическая лаборатория — 18 октября; биологическая лаборатория — 15 ноября, семинар робототехники — 6 декабря, физическая лаборатория — 20 декабря.
С 2008 года Научный Центр Коперник вместе с Польским радио для проведения научно-популяризаторских мероприятий организовал научный пикник, который стал крупнейшей в Европе акцией подобного рода. В 2011 году Центр принимал конференцию «ECSITE» (Европейская сеть научных центров и музеев) — это было одним из самых важных событий в области научных центров и музеев в мире.

## История
- 2004 — Президент Варшавы Лех Качиньский назначает Centre Team Science ответственным за работу над проектом Центра науки «Коперник».
- Июнь 2005 — Заключено соглашение о создании Центра «Коперник».
- Декабрь 2005 — На международном архитектурном конкурсе по проектированию здания Центра победу одерживает дизайнерский проект «RAr-2» архитектурной фирмы из города Руда-Слёнска.
- Июнь 2006 — Передвижная выставка под названием «Эксперимент!».
- Ноябрь 2006 — Заключение тендерного контракта на разработку и реализацию двух галерей для постоянных выставок «На ходу» и «Человек и окружающая среда».
- Декабрь 2007 — Заключение тендерного контракта на разработку и реализацию постоянной экспозиции «Корни цивилизации».
- Июль 2008 — Подписание договора о строительстве здания Центра науки «Коперник».
- Октябрь 2008 — Заключение контракта на разработку и реализацию части постоянной экспозиции LightZone.
- Ноябрь 2008 — Заключение контракта на разработку и реализацию постоянной экспозиции «Молодежная галерея».
- Ноябрь 2010 — Сдача первого модуля здания и открытие большей части постоянных экспозиций для публики.
- Декабрь 2010 — Открытие «Театра робототехники».
- Январь 2011 — Утверждение названия планетария «Небо Коперника» и его логотипа.
- Марта 2011 — Открытие молодёжной галереи «RE: поколение».
- Июнь 2011 — Открытие планетария «Небо Коперника».
- Июль 2011 — Открытие технопарка.
- Октябрь 2011 — Открытие химической лаборатории.
- Ноябрь 2011 — Открытие биологической лаборатории.
- Декабрь 2011 — Открытие семинара робототехники и физической лаборатории.

## Строительство
Здание Центра науки «Коперник» было возведено на берегу реки Висла в самом центре Варшавы. Проект был разработан молодыми польскими архитекторами фирмы RAr-2 (Руда-Слёнзка), с которыми был заключен контракт после их победы в конкурсе в декабре 2005 года.
Комплекс Центра включает в себя:
- двухэтажное здание с общей площадью 15000 квадратных метров с постоянными и временными выставками, лабораториями и мастерскими, конференц-залом, кафе и ресторанами, а также офисными помещениями и садом на крыше;
- подземные гараж и мастерскую на подземном уровне;
- мультимедийный планетарий и смотровую площадку;
- прилегающий парк «Дискавери» с экспериментальной станцией под открытым небом, художественной галереей и амфитеатром.

## Постоянная экспозиция
Постоянная экспозиция Центра науки «Коперник» включает в себя более 400 интерактивных экспонатов. Экспозиция разделена на шесть разделов, касающихся различных областей знаний:
- В движении
- Люди и окружающая среда
- Buzzz! — Галерея для детей дошкольного возраста
- LightZone
- Корни цивилизации
- «RE: поколение» — галерея для молодых взрослых

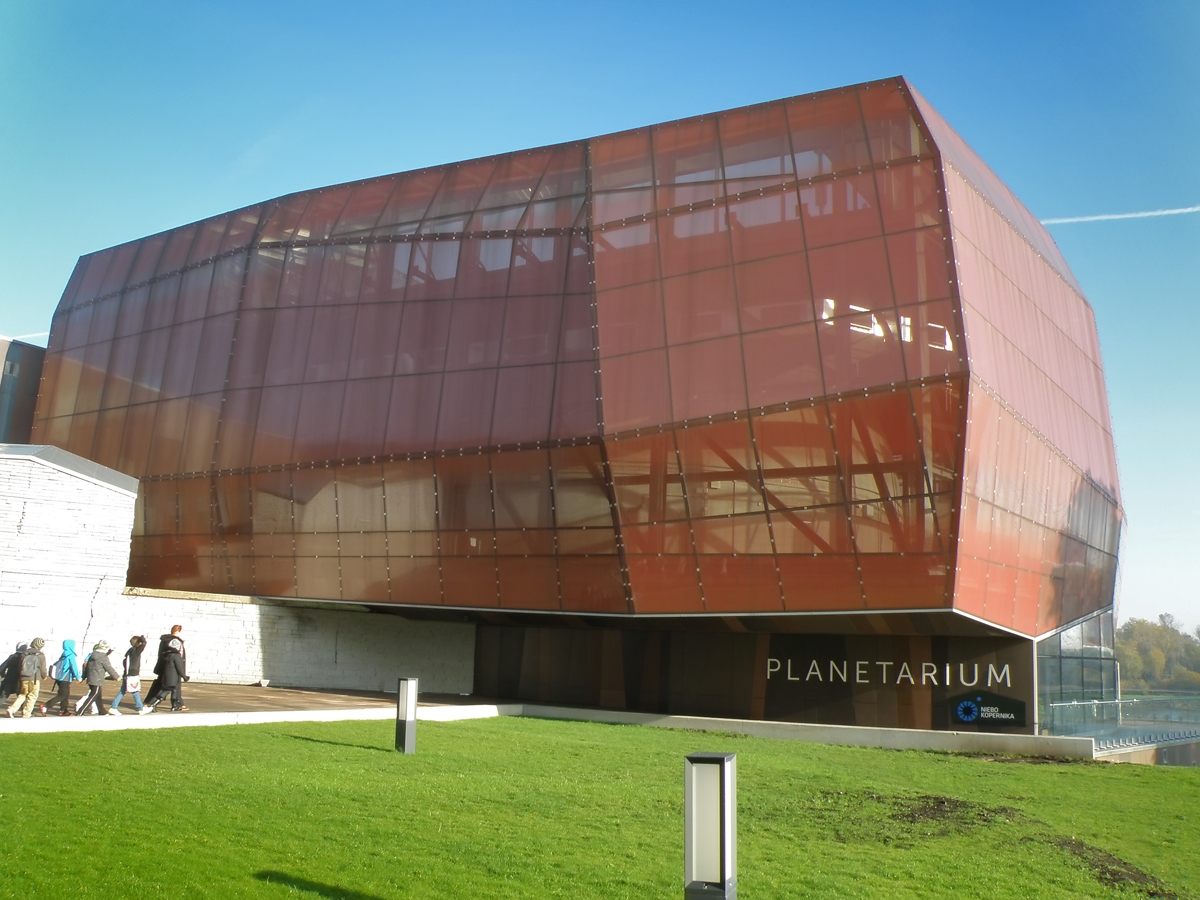
Здание планетария

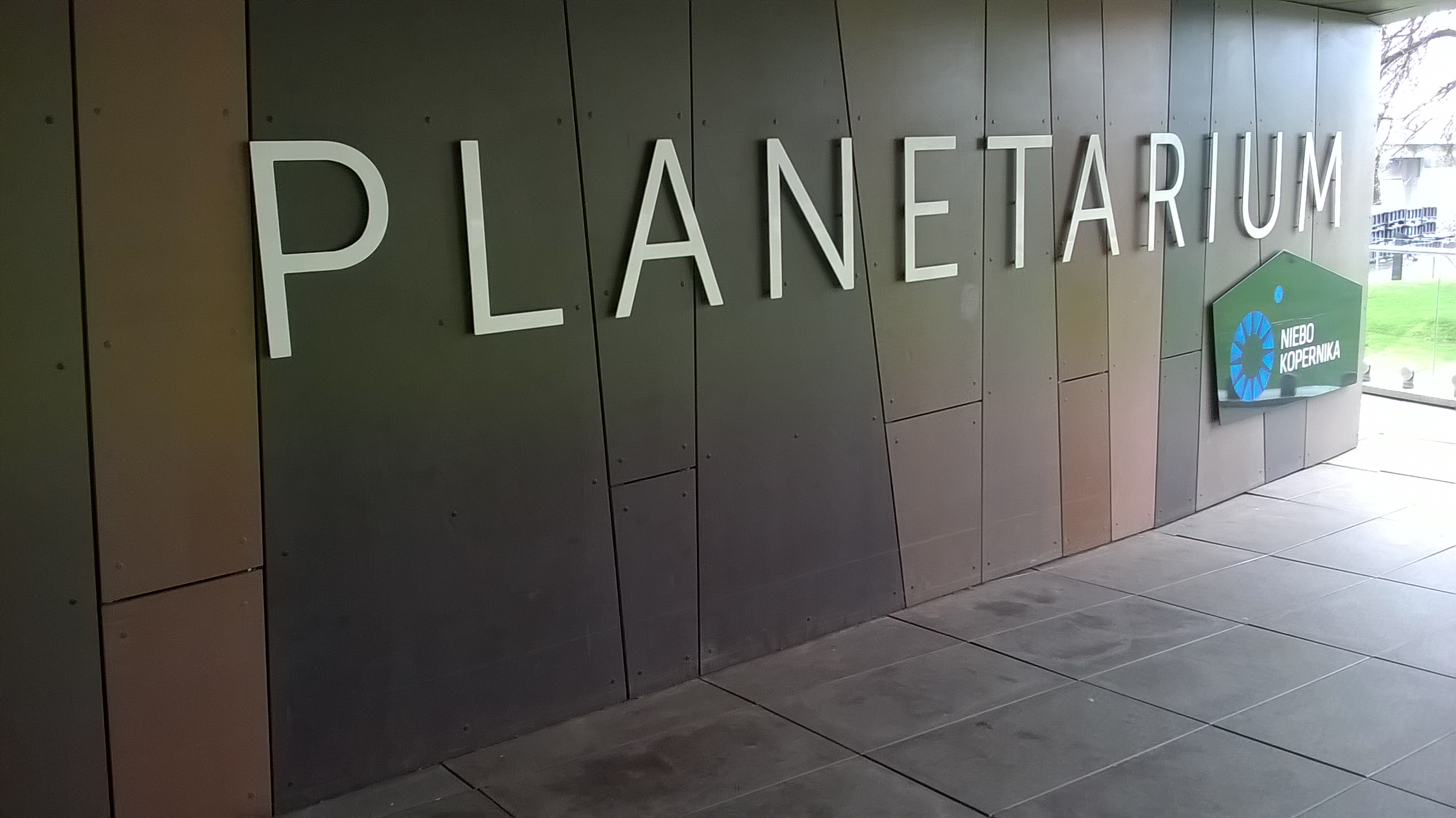
Вывеска у входа в планетарий

## Планетарий «Небо Коперника»
«Небо Коперника» это современный планетарий, где можно увидеть больше, чем только образы звездного неба и связанные с ними фильмы. Шоу касаются множества популярных научных проблем, в том числе из области астрономии, естественных науках и этнографии.
Шоу отображаются на сферических экранах, которые окружают зрителя со всех сторон. Благодаря этому, у зрителей ощущение полного погружения в отобразившемся мире, который сопровождается системой высоко качественным звуком вокруг купола.

## Выставки и мероприятия Центра
Эксперимент! это первая выставка, которая была организована научным центром Коперник. Это было его премьерным появлением на Варшавском Научном Пикнике в июне 2006 года, где присутствовало более 10000 посетителей за один день. С сентября 2006 года он путешествует вокруг больших и малых городов, чтобы дать своим жителям возможность опробовать практические эксперименты по собственному желанию.
Научный центр Коперника также организует семейные мастерские, где дети (5-8 лет) вместе со своими родителями могут проводить эксперименты, чтобы лучше понять повседневные явления (например, где же берется ток в электросети или почему тесто на дрожжах поднялось). Дети могут легко повторить сами эксперименты в домашних условиях.

## Форма организации
Научный центр Коперника является культурным учреждением, созданным и финансируемым за счет города Варшавы, министром науки и высшего образования и министром национального образования.